# Jochen Mass
Hans Joachim Richard Mass, detto Jochen (Dorfen, 30 settembre 1946 – Cannes, 4 maggio 2025), è stato un pilota automobilistico tedesco, che negli anni '70 e '80 corse in Formula 1.

## Carriera

### Formule minori
Jochen Mass, dopo una buona carriera con le vetture sport (nel 1972 si aggiudicò il titolo mondiale), passò alla Formula 2 nel 1972, ottenendo alla terza gara subito una vittoria nella dura corsa dell'Eifelrennen, con una March. Nel 1973 corse col team Surtees, sempre in F2, ma grazie al costruttore britannico poté anche esordire nella massima formula nel Gran Premio di Gran Bretagna sempre nel 1973. Furono tre le gare disputate, con al massimo un settimo posto nel Gran Premio di Germania. Il 1973 fu anche un'ottima stagione nella F2 ove Mass riportò 3 vittorie e il secondo posto in campionato.

### Formula 1
Nel 1974 Mass si concentrò solo sulla F1 con la Surtees. Non ottenne punti in 10 partecipazioni ma si mise in luce in due appuntamenti fuori dal mondiale. Giunse quarto nel Gran Premio Presidente Medici in Brasile e addirittura secondo nell'International Trophy. Ciò convinse la McLaren a schierarlo in due gran premi conclusivi del mondiale e a confermarlo per la stagione 1975.

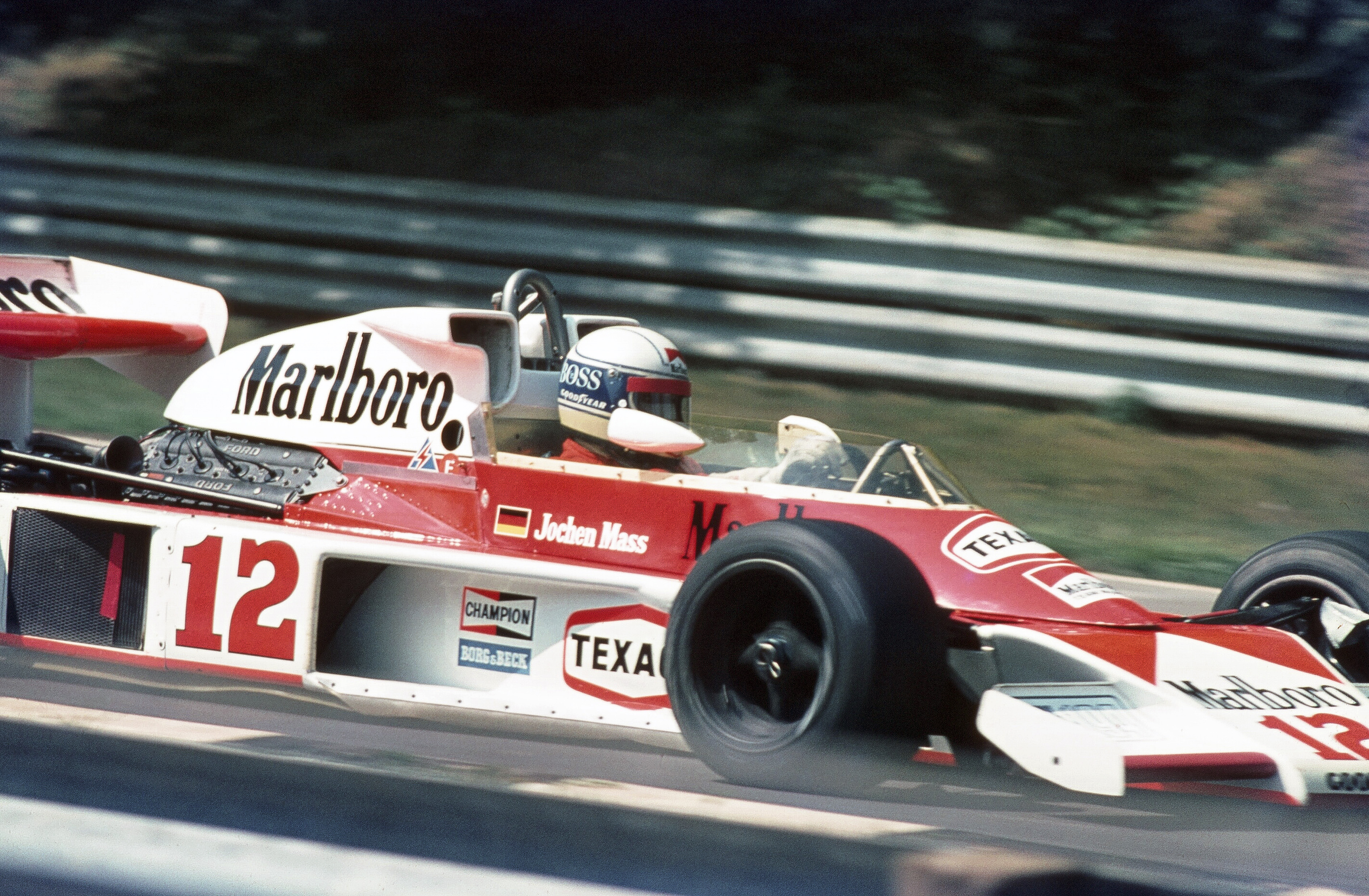
Jochen Mass alla guida della sua McLaren nel 1976

Compagno di scuderia del campione del mondo Emerson Fittipaldi, Mass vinse la sua prima e unica gara, il Gran Premio di Spagna sul circuito del Montjuich, gara tristemente funestata dall'incidente accorso a Rolf Stommelen, che costò la vita a 5 spettatori. Nel corso dell'anno Mass conquistò anche tre terzi posti, un quarto e due sesti per un totale di venti punti che lo issarono al settimo posto nella classifica del mondiale piloti.
Nel 1976 il suo nuovo compagno di scuderia, l'inglese James Hunt, riuscì a vincere il titolo mondiale combattendo fino all'ultima gara con Niki Lauda. Mass dal suo canto fu capace di giungere due volte terzo, una volta quarto, tre volte quinto e due volte sesto. Con 19 punti totali finì nono nella graduatoria per i piloti.
Nel '77 Mass corse la sua miglior stagione ottenendo il sesto posto finale frutto di ben 25 punti. La stagione fu impreziosita dal secondo posto nel Gran Premio di Svezia e il terzo nel Gran Premio del Canada. In Formula 2 vinse due gare, entrambe quelle disputate.
L'anno dopo abbandonò la McLaren per passare al team tedesco ATS, senza grande successo; infatti nella stagione non conquistò punti iridati. Nel 1979 passò quindi alla Arrows. Segnò tre punti e un quarto posto nella Race of Champions. Nel 1980, sempre col team Arrows: quarto a Monaco, fu capace anche di giungere secondo nella controversa gara di Spagna, poi dichiarata non legale dalla FISA. Dopo un anno di riposo tornò alla Formula 1 nel 1982 con la March. L'annata fu poco fortunata sia per la poca consistenza della vettura sia per cause esterne. Fu infatti contro la sua vettura che Gilles Villeneuve urtò, prima di decollare, e morire, a Zolder. Dopo un altro terribile incidente che lo vide protagonista nel Gran Premio di Francia assieme a Mauro Baldi, Mass decise di porre fine alla sua carriera in Formula 1. In tutto 104 GP, con 71 punti conquistati, una vittoria, due giri più veloci (Francia 1975 e Spagna 1976) e 5 giri in testa. Fu l'ultimo pilota tedesco a vincere un Gran Premio prima dell'avvento di Michael Schumacher, e l'unico a farlo fra il 1961 e il 1992.

## Risultati

### In Formula 1
| 1973 | Scuderia | Vettura |  |  |  |  |  |  |  |  |     |  |   |  |  |  |     |  |  | Punti | Pos. |
| ---- | -------- | ------- |  |  |  |  |  |  |  |  | --- |  | - |  |  |  | --- |  |  | ----- | ---- |
| 1973 | Surtees  | TS14A   |  |  |  |  |  |  |  |  | Rit |  | 7 |  |  |  | Rit |  |  | 0     |      |

| 1974 | Scuderia        | Vettura  |     |    |     |     |     |    |     |     |     |    |     |  |  |    |   |  |  | Punti | Pos. |
| ---- | --------------- | -------- | --- | -- | --- | --- | --- | -- | --- | --- | --- | -- | --- |  |  | -- | - |  |  | ----- | ---- |
| 1974 | Surtees McLaren | TS16 M23 | Rit | 17 | Rit | Rit | Rit | NP | Rit | Rit | Rit | 14 | Rit |  |  | 16 | 7 |  |  | 0     |      |

| 1975 | Scuderia | Vettura |    |   |   |   |   |     |     |     |   |   |     |   |     |   |  |  |  | Punti | Pos. |
| ---- | -------- | ------- | -- | - | - | - | - | --- | --- | --- | - | - | --- | - | --- | - |  |  |  | ----- | ---- |
| 1975 | McLaren  | M23     | 14 | 3 | 6 | 1 | 6 | Rit | Rit | Rit | 3 | 7 | Rit | 4 | Rit | 3 |  |  |  | 20    | 8º   |

| 1976 | Scuderia | Vettura |   |   |   |     |   |   |    |    |     |   |   |   |     |   |   |     |  | Punti | Pos. |
| ---- | -------- | ------- | - | - | - | --- | - | - | -- | -- | --- | - | - | - | --- | - | - | --- |  | ----- | ---- |
| 1976 | McLaren  | M23     | 6 | 3 | 5 | Rit | 6 | 5 | 11 | 15 | Rit | 3 | 7 | 9 | Rit | 5 | 4 | Rit |  | 19    | 9º   |

| 1977 | Scuderia | Vettura   |     |     |   |     |   |   |     |   |   |   |     |   |     |   |     |   |     | Punti | Pos. |
| ---- | -------- | --------- | --- | --- | - | --- | - | - | --- | - | - | - | --- | - | --- | - | --- | - | --- | ----- | ---- |
| 1977 | McLaren  | M23 e M26 | Rit | Rit | 5 | Rit | 4 | 4 | Rit | 2 | 9 | 4 | Rit | 6 | Rit | 4 | Rit | 3 | Rit | 25    | 6º   |

| 1978 | Scuderia | Vettura |    |   |     |     |    |    |   |    |    |    |     |    |    |  |  |  |  | Punti | Pos. |
| ---- | -------- | ------- | -- | - | --- | --- | -- | -- | - | -- | -- | -- | --- | -- | -- |  |  |  |  | ----- | ---- |
| 1978 | ATS      | HS1     | 11 | 7 | Rit | Rit | NQ | 11 | 9 | 13 | 13 | NC | Rit | NQ | NQ |  |  |  |  | 0     |      |

| 1979 | Scuderia | Vettura  |   |   |    |   |   |     |   |    |     |   |     |   |     |    |    |  |  | Punti | Pos. |
| ---- | -------- | -------- | - | - | -- | - | - | --- | - | -- | --- | - | --- | - | --- | -- | -- |  |  | ----- | ---- |
| 1979 | Arrows   | A1B e A2 | 8 | 7 | 12 | 9 | 8 | Rit | 6 | 15 | Rit | 6 | Rit | 6 | Rit | NQ | NQ |  |  | 3     | 18º  |

| 1980 | Scuderia | Vettura |     |    |   |   |     |   |    |    |   |    |  |  |    |     |  |  |  | Punti | Pos. |
| ---- | -------- | ------- | --- | -- | - | - | --- | - | -- | -- | - | -- |  |  | -- | --- |  |  |  | ----- | ---- |
| 1980 | Arrows   | A3      | Rit | 10 | 6 | 7 | Rit | 4 | 10 | 13 | 8 | NQ |  |  | 11 | Rit |  |  |  | 4     | 17º  |

| 1982 | Scuderia | Vettura |    |   |   |  |     |    |   |    |     |    |     |  |  |  |  |  |  | Punti | Pos. |
| ---- | -------- | ------- | -- | - | - |  | --- | -- | - | -- | --- | -- | --- |  |  |  |  |  |  | ----- | ---- |
| 1982 | March    | 821     | 12 | 8 | 8 |  | Rit | NQ | 7 | 11 | Rit | 10 | Rit |  |  |  |  |  |  | 0     |      |

| Legenda | 1º posto     | 2º posto | 3º posto    | A punti         | Senza punti/Non class.  | Grassetto – Pole position Corsivo – Giro più veloce |
| Legenda | Squalificato | Ritirato | Non partito | Non qualificato | Solo prove/Terzo pilota | Grassetto – Pole position Corsivo – Giro più veloce |

### Dopo la Formula 1

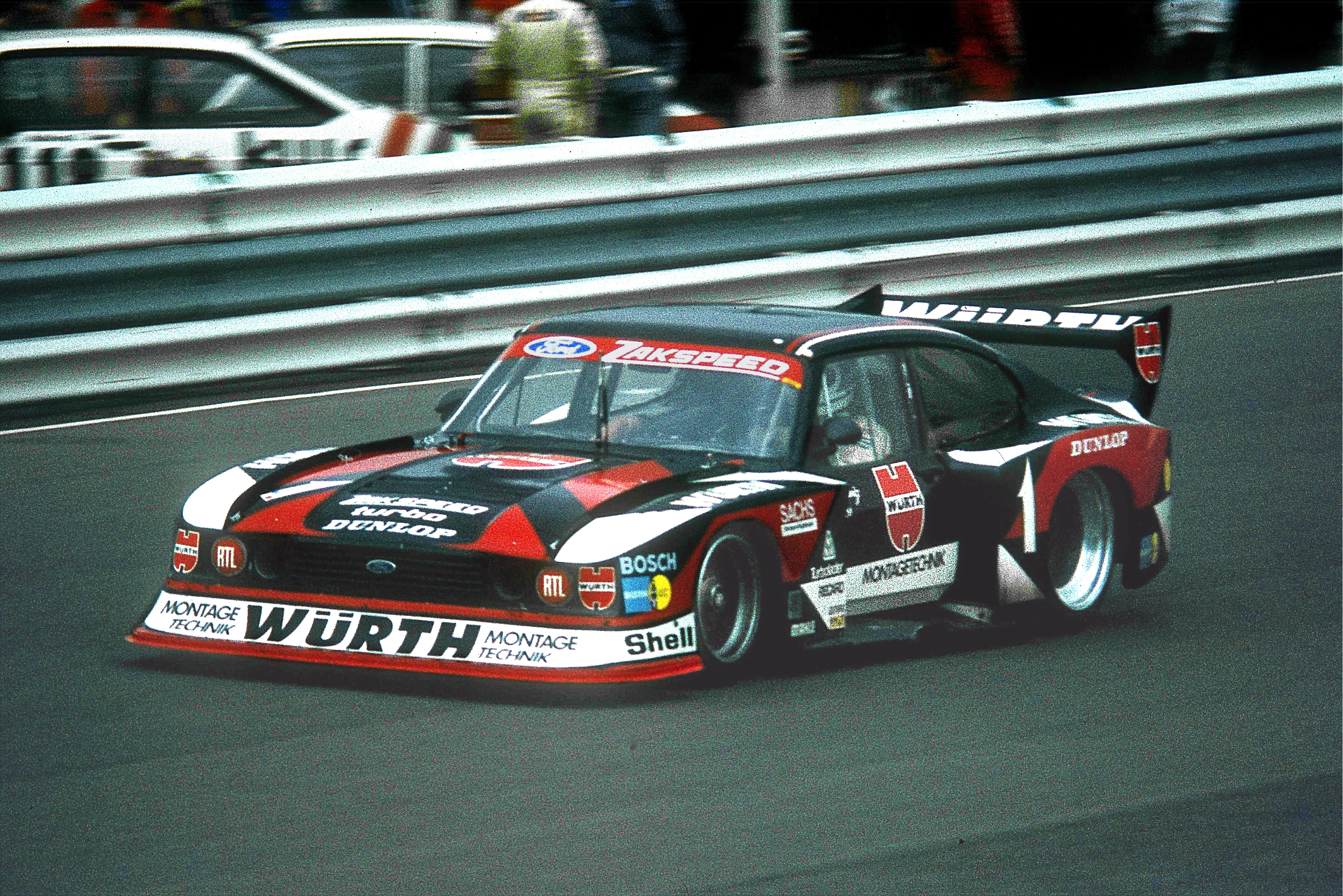
Jochen Mass nel 1980 alla guida di una vettura sport

Abbandonata la Formula 1 continuò per molte stagioni tra le vetture sport cogliendo un alto numero di successi. Già nel 1982 colse 3 vittorie e giunse secondo a Le Mans. Nel 1988 passò dalla Porsche alla Sauber-Mercedes, dove vinse molto ma senza mai cogliere il titolo mondiale. Nel 1995 fece la sua ultima apparizione a Le Mans, corsa che vinse nel 1989 in coppia con Manuel Reuter e Stanley Dickens pilotando la Sauber C9.
Dopo la carriera motoristica collaborò nelle telecronache del mondiale di F1 per la televisione tedesca.
Mass morì a Cannes il 4 maggio 2025 a causa delle complicazioni d'un ictus che lo aveva colpito a febbraio dello stesso anno.